# Kniha pěti kruhů
Kniha pěti kruhů (japonsky 五輪書, Go Rin no Šo) je kniha o strategii boje, kterou napsal v roce 1645 japonský šermíř, samuraj, stratég a filozof Musaši Mijamoto.
Mijamoto Musaši se v knize věnuje válečnému umění a soustředí se na psychologické a fyzické otázky, které vedou k vítězství. Kniha není jen o boji muže proti muži, lze ji využít jak pro vojenskou strategii ve velkém tak i na jakoukoliv situaci, kde se užívá plánování a taktika.
Dílo je rozděleno na pět knih (Elementů):
- Kniha Země - Základy bojové strategie jako je pohled, fyzický a mentální postoj
- Kniha Vody - Popisuje základní techniku a základní principy
- Kniha Ohně - Načasování při boji
- Kniha Větru - Musaši diskutuje o tom, co považoval za chyby různých tehdejších škol bojových umění
- Kniha Prázdnoty - Intuice je stejně důležitá jako učení

Knihu napsal Musaši v závěru svého života v jeskyni Reigandó, kde poslední dva roky žil jako poustevník.
Tato kniha je na konci doplněna o Dokukódó s 14stránkovým komentářem zenového mistra Sandó Kaisena.